# ディラック・スピノル
検索からたどり着いた方は ディラック方程式やスピノール を参考にすることをお勧めします．
ディラックスピノル（英: Dirac spinor）とは、場の量子論においてフェルミ粒子である既知のあらゆる基本粒子（ただしニュートリノを除く）を記述するのに用いられる数学的対象である。
本項はディラック表現におけるディラックスピノルに焦点を当てたものである。これはガンマ行列の固有表現に対応しており、ディラック方程式の正と負のエネルギー解を示す場合に最も適したものである。それ以外の表現もあり、特にカイラル表現はディラック方程式の解のカイラル対称性を明示的にみるのに適している。

## 定義
ディラックスピノルは、自由粒子のディラック方程式の解を表現できる数学的対象である。
{\displaystyle \psi =\omega _{\vec {p}}\exp(-ipx)}
{\displaystyle \left(i\hbar \gamma ^{\mu }\partial _{\mu }-mc\right)\psi =0\;\Rightarrow \left(i\gamma ^{\mu }\partial _{\mu }-m\right)\psi =0\;}
ここで ({\displaystyle c=\hbar =1}の結合内で)
{\displaystyle \psi } は相対的なスピン1/2の場である。
{\displaystyle \omega _{\vec {p}}} は波数ベクトル{\displaystyle {\vec {p}}}を有する平面波に関連するディラックスピノルである。
{\displaystyle px\equiv p_{\mu }x^{\mu }\equiv Et-{\vec {p}}\cdot {\vec {x}}},
{\displaystyle p^{\mu }=\left\{\pm {\sqrt {m^{2}+{\vec {p}}^{2}}},{\vec {p}}\right\}}は平面波の4元波数ベクトルであり、ここでの{\displaystyle {\vec {p}}} は任意である。
{\displaystyle x^{\mu }}は与えられた慣性系にある4座標である。
正周波数の解にとってのディラックスピノルは次のように書き表すこともできる。
{\displaystyle \omega _{\vec {p}}={\begin{bmatrix}\phi \\{\dfrac {{\vec {\sigma }}\cdot {\vec {p}}}{E_{\vec {p}}+m}}\phi \end{bmatrix}},}
ここで
{\displaystyle \phi }は任意の2成分スピノル
{\displaystyle {\vec {\sigma }}} はパウリ行列
{\displaystyle E_{\vec {p}}}は正の平方根{\displaystyle E_{\vec {p}}=+{\sqrt {m^{2}+{\vec {p}}^{2}}}}
自然単位系において、m2 がp2 に追加されたりm が{\displaystyle {p\!\!\!/}}に追加される場合、m は通常単位系でのmcを意味する。m がEに追加される場合、m は通常単位系でのmc2 を意味する。m が{\displaystyle \partial _{\mu }} や{\displaystyle \nabla }に追加される場合、それは通常単位系での{\displaystyle mc/\hbar }（逆コンプトン波長と呼ばれる）を意味する。

## ディラック方程式からの導出
ディラック方程式は以下の形式を取る。
{\displaystyle \left(-i\sum _{j}\alpha _{i}\cdot {\frac {\partial }{\partial x_{j}}}+\beta m\right)\psi =i{\frac {\partial \psi }{\partial t}}}
四成分スピノル {\displaystyle \omega } の形式を導出するために、まずは行列 {\displaystyle \mathbf {\alpha } } 及び {\displaystyle \beta } の値を示す必要がある:
{\displaystyle \alpha _{i}={\begin{bmatrix}\mathbf {0} &\sigma _{i}\\\sigma _{i}&\mathbf {0} \end{bmatrix}}\quad \quad \beta ={\begin{bmatrix}\mathbf {I} &\mathbf {0} \\\mathbf {0} &-\mathbf {I} \end{bmatrix}}}
これら2種類の 4 × 4 行列は、ディラック基底のガンマ行列(Gamma matrices)と関係する。ここで、{\displaystyle \sigma _{i}}はパウリ行列, {\displaystyle \mathbf {0} } と {\displaystyle \mathbf {I} } はそれぞれ 2 × 2 行列の零行列及び単位行列を示す。
次のステップは、この形式に対する解の計算である。
{\displaystyle \psi =\omega e^{-ip\cdot x}},
同時に、{\displaystyle \omega }を2つの2成分スピノルに分割する:
{\displaystyle \omega ={\begin{bmatrix}\phi \\\chi \end{bmatrix}}}.

### 結果
上記の関係全てをディラック方程式に代入すると、以下のようになる:
{\displaystyle E{\begin{bmatrix}\phi \\\chi \end{bmatrix}}={\begin{bmatrix}m\mathbf {I} &\mathbf {\sigma \cdot p} \\\mathbf {\sigma \cdot p} &-m\mathbf {I} \end{bmatrix}}{\begin{bmatrix}\phi \\\chi \end{bmatrix}}}.
この行列方程式は、実は2つの対となる方程式である:
- {\displaystyle \left(E-m\right)\phi =\left(\mathbf {\sigma \cdot p} \right)\chi }
- {\displaystyle \left(E+m\right)\chi =\left(\mathbf {\sigma \cdot p} \right)\phi }

2つ目の方程式を {\displaystyle \chi } について解くと、以下のように書ける:
{\displaystyle \omega ={\begin{bmatrix}\phi \\\chi \end{bmatrix}}={\begin{bmatrix}\phi \\{\dfrac {\mathbf {\sigma \cdot p} }{E+m}}\phi \end{bmatrix}}}
1つめの方程式を {\displaystyle \phi } について解くと、次式が求まる:
{\displaystyle \omega ={\begin{bmatrix}\phi \\\chi \end{bmatrix}}={\begin{bmatrix}-{\dfrac {\mathbf {\sigma \cdot p} }{-E+m}}\chi \\\chi \end{bmatrix}}}
この解は、反粒子と粒子との関係を見るのに都合がよい。

## 詳細

### 2成分スピノル
2成分スピノルのもっとも便利な定義は次の通りである。
{\displaystyle \phi ^{1}={\begin{bmatrix}1\\0\end{bmatrix}},\phi ^{2}={\begin{bmatrix}0\\1\end{bmatrix}}}
及び
{\displaystyle \chi ^{1}={\begin{bmatrix}0\\1\end{bmatrix}},\chi ^{2}={\begin{bmatrix}1\\0\end{bmatrix}}}

## 粒子の4成分スピノル
粒子は「正」のエネルギーを持つ物として定義される。4成分スピノル {\displaystyle \omega } は、 {\displaystyle \omega ^{\dagger }\omega =2E} となるように正規化される。これらのスピノルは、{\displaystyle u} と表記される。
{\displaystyle u(\mathbf {p} ,s)={\sqrt {E+m}}{\begin{bmatrix}\phi ^{(s)}\\{\dfrac {\mathbf {\sigma } \cdot \mathbf {p} }{E+m}}\phi ^{(s)}\end{bmatrix}}}
ここで {\displaystyle s=1} または {\displaystyle 2} (「上」と「下」のスピン)
明らかに、次の様になる:
{\displaystyle u(\mathbf {p} ,1)={\sqrt {E+m}}{\begin{bmatrix}1\\0\\{\dfrac {p_{3}}{E+m}}\\{\dfrac {p_{1}+ip_{2}}{E+m}}\end{bmatrix}}\quad \mathrm {and} \quad u(\mathbf {p} ,2)={\sqrt {E+m}}{\begin{bmatrix}0\\1\\{\dfrac {p_{1}-ip_{2}}{E+m}}\\{\dfrac {-p_{3}}{E+m}}\\\end{bmatrix}}}

## 反粒子の4成分スピノル
「正」のエネルギー {\displaystyle E} を持つ反粒子は、「負」のエネルギーを持ち、時間を遡る向きに伝わる、粒子として定義される。
そこから、粒子の4成分スピノルにおいて、{\displaystyle E} と {\displaystyle \mathbf {p} } の符号を変えることによって、反粒子の4成分スピノルが得られる:
{\displaystyle v(\mathbf {p} ,s)={\sqrt {E+m}}{\begin{bmatrix}{\dfrac {\mathbf {\sigma } \cdot \mathbf {p} }{E+m}}\chi ^{(s)}\\\chi ^{(s)}\\\end{bmatrix}}}
ここで、{\displaystyle \chi } による解を選ぶと、次の式は自明に導かれる:
{\displaystyle v(\mathbf {p} ,1)={\sqrt {E+m}}{\begin{bmatrix}{\dfrac {p_{1}-ip_{2}}{E+m}}\\{\dfrac {-p_{3}}{E+m}}\\0\\1\end{bmatrix}}} 　及び　 {\displaystyle v(\mathbf {p} ,2)={\sqrt {E+m}}{\begin{bmatrix}{\dfrac {p_{3}}{E+m}}\\{\dfrac {p_{1}+ip_{2}}{E+m}}\\1\\0\\\end{bmatrix}}}

## 完備性の関係式
4成分スピノル {\displaystyle u} 及び {\displaystyle v} に対する完備性の関係式は次の通りである:
{\displaystyle \sum _{s=1,2}{u_{p}^{(s)}{\bar {u}}_{p}^{(s)}}=p\!\!\!/+m}

{\displaystyle \sum _{s=1,2}{v_{p}^{(s)}{\bar {v}}_{p}^{(s)}}=p\!\!\!/-m}
ここで、
{\displaystyle p\!\!\!/=\gamma ^{\mu }p_{\mu }}      (ファインマンのスラッシュ記法(Feynman slash notation)を参照のこと)

{\displaystyle {\bar {u}}=u^{\dagger }\gamma ^{0}}

## ディラック・スピノルとディラック代数
ディラック表記のガンマ行列は4×4行列の組で、スピンや電荷、演算子として用いられる。

### 取り決め
計量表示と群表現については、物理学の文献においても、慣用されるいくつかの取り方がある。ディラック表記のガンマ行列は、普通、{\displaystyle \mu } を0から3の値として、{\displaystyle \gamma ^{\mu }}と書かれる。この表記において、0は時間に、1から3は空間のx、y、zに相当する。
現代の高エネルギー物理学では (+ - - -) の計量表示が一般的であり、以下で例を示す際もこちらを用いる。計量表示を切り替える場合は、全ての {\displaystyle \gamma ^{\mu }} に {\displaystyle i} を乗じる。
計量表示を定めても、4×4行列による群表現を構築する方法は沢山あり、多くの方法が広く使われている。ここでの例を極力一般化した形で見せるために、最後の段階まで群表現を固定せずに、話を進める。最後に「カイラル (chiral) 表現」もしくは「ワイル (Weyl) 表現」と呼ばれる群表現を代入する。

### 構築
まず電子と陽電子についてのスピンの向きを選択する。上で議論したパウリ代数の例と同様、スピンの向きを3次元単位ベクトル {\displaystyle (a,b,c)} で定義する。高エネルギー物理学で慣習に従って、方向 {\displaystyle (a,b,c)} のスピンに対応するスピン演算子は、{\displaystyle (a,b,c)} と {\displaystyle (i\gamma ^{2}\gamma ^{3},\;\;i\gamma ^{3}\gamma ^{1},\;\;i\gamma ^{1}\gamma ^{2})=-(\gamma ^{1},\;\gamma ^{2},\;\gamma ^{3})i\gamma ^{1}\gamma ^{2}\gamma ^{3}} との内積として定義する:
{\displaystyle \sigma _{(a,b,c)}=ia\gamma ^{2}\gamma ^{3}+ib\gamma ^{3}\gamma ^{1}+ic\gamma ^{1}\gamma ^{2}}
注目すべきは、上のが1の累乗根で有ることで、すなわち、二乗すると1になる。続けて、この演算子から、ディラック代数の、{\displaystyle (a,b,c)} の方向に合わせたスピンを持つ部分代数を、映し出す射影作用素を、導くことができる:
{\displaystyle P_{(a,b,c)}={\frac {1+\sigma _{(a,b,c)}}{2}}}
この段階で、電荷を +1 (陽電子) に取るか -1 (電子) に取るか選択する必要がある。上述のスピンの定義従うと、電荷の演算子は {\displaystyle Q=-\gamma ^{0}} となる。即ち、電子の状態は、この演算子についての固有値 -1 を取り、一方陽電子の状態は固有値 +1 を取ることになる。
注目すべきは、{\displaystyle Q} もまた1の累乗根となることである。その上、{\displaystyle Q} は {\displaystyle \sigma _{(a,b,c)}} と交換関係がある。
これらはディラック代数に対する交換するオブザーバブルの完全集合を形成する。この例で続けて、{\displaystyle (a,b,c)} の方向のスピンを持つ電子の表現を求める。